# Гинсхајм-Густавсбург
Гинсхајм-Густавсбург (њем. Ginsheim-Gustavsburg) општина је у њемачкој савезној држави Хесен. Једно је од 14 општинских средишта округа Грос-Герау. Према процјени из 2010. у општини је живјело 16.084 становника. Посједује регионалну шифру (AGS) 6433005.

## Географски и демографски подаци
Гинсхајм-Густавсбург се налази у савезној држави Хесен у округу Грос-Герау. Општина се налази на надморској висини од 85 метара. Површина општине износи 13,9 km². У самом мјесту је, према процјени из 2010. године, живјело 16.084 становника. Просјечна густина становништва износи 1.154 становника/km².

## Међународна сарадња
| Мјесто | Држава    | Врста сарадње | Од    |
| ------ | --------- | ------------- | ----- |
| Бугене | Француска | партнерство   | 1989. |
|        | Сенегал   | партнерство   | 1989. |
| Извор  |           |               |       |